# Test du crayon
Le test du crayon fait partie des tests utilisés pendant l'apartheid par les autorités d'Afrique du Sud pour déterminer la classification d'une personne selon les lois raciales qui y étaient alors en vigueur. 
En l'absence de règle bien définie, ce genre de test empirique était utilisé pour établir de manière pratique la « race » d'un individu dans le cadre du Population Registration Act (« loi de classification de la population ») de 1950. Le test du crayon était employé pour distinguer les « Noirs » des « Métis » (« Coloured »). On plaçait alors un crayon dans la chevelure de la personne testée : s'il tombait de lui-même, la personne était considérée comme blanche, sinon comme de couleur ou noire (dans l'esprit des ségrégationnistes, les cheveux crépus, caractéristique capillaire des populations d'Afrique subsaharienne, étaient plus enclins à le retenir). Cependant, des membres d'une même famille pouvaient obtenir des résultats de test divergents du fait que chaque individu possède une texture de cheveux qui lui est propre, qui n'est pas forcément liée à son origine ethnique. Ainsi, ces personnes se trouvèrent parfois dans l'obligation de vivre à l'écart de leurs proches à la suite d'une reclassification totalement arbitraire,.